# Svätý Kríž
Svätý Kríž este o comună slovacă, aflată în districtul Liptovský Mikuláš din regiunea Žilina. Localitatea se află la altitudinea de 629 m deasupra n.m., se întinde pe o suprafață de 9,41 km2 și în 2017 număra 807 locuitori. Se învecinează cu comuna Liptovský Mikuláš.

## Istoric
Localitatea Svätý Kríž este atestată documentar din 1277.

## Demografie
| An:                | 1994 | 2004    | 2014    | 2024    |
| ------------------ | ---- | ------- | ------- | ------- |
| Număr de persoane: | 611  | 683     | 801     | 964     |
| Diferență:         |      | +11,78% | +17,27% | +20,34% |

| An:                | 2023 | 2024   |
| ------------------ | ---- | ------ |
| Număr de persoane: | 938  | 964    |
| Diferență:         |      | +2,77% |